# Tatort: Tote Männer
Tote Männer ist ein Fernsehfilm aus der Kriminalreihe Tatort der ARD und des ORF. Der Film wurde von Radio Bremen und vom WDR produziert und am 14. Juni 2009 erstmals ausgestrahlt. Es handelt sich um die 737. Tatort-Folge und den 15. gemeinsamen Fall von Kriminalhauptkommissarin Inga Lürsen (Sabine Postel) und Kriminalkommissar Stedefreund (Oliver Mommsen). Sie haben diesmal einen Serienmord an homosexuellen Männern aufzuklären und Stedefreund gerät dabei in Lebensgefahr.

## Handlung
Am Weserufer wird der Libanese Malik Safiris tot gefunden, seine Hose ist heruntergezogen und in seiner Brust sind zehn Messereinstiche. Den Recherchen nach verkehrte er im Schwulenmilieu und ist auch als „Stricher“ aktenkundig. Die Ermittler begeben sich in eine Szenekneipe und fragen die Anwesenden, ob sie den Toten kannten. So führen die Ermittlungen zum Bahnhof, wo sich Stedefreund als Nächstes umhört. Dort trifft er auf Safiris letzten Freund, Raul Pavan, den er zum Verhör mit aufs Revier nimmt. Von ihm erfahren sie, dass Safiris Cousin, Georges Bekassi, ihm Geld für seine Familie gegeben hat, doch anstatt es ihnen zu schicken, hatte er es für sich ausgegeben.
Stedefreund sieht sich in Safiris Wohnung um und findet heraus, dass dieser als Hilfsarbeiter auf einer Baustelle gearbeitet hat. Dort arbeitet auch Leon Hartwig, der inzwischen von Pavan erpresst wird, da dieser weiß, dass sich Malik zuletzt mit ihm getroffen hatte. Auch die Ermittler finden heraus, dass sich Safiris und Hartwigs Wege schon einmal gekreuzt haben, und so befragen sie ihn. Karlsen hatte recherchiert, dass es vor einem Jahr in Lübeck einen ähnlichen Mordfall gab. Und es stellte sich heraus, dass auch Hartwig vor einem Jahr in Lübeck auf einer Baustelle zu tun hatte. Mit diesen Fakten konfrontiert, gibt er zu, bisexuell zu sein und Malik vor ca. zwei Monaten kennengelernt zu haben. Seine Frau dürfe das aber nicht erfahren.
Stedefreund will Pavan aufsuchen und findet nur dessen Schäferhund in seiner Wohnung vor. Auf der Suche nach ihm befragen sie die Hartwigs, kommen aber nicht so recht weiter. Karlsen findet inzwischen heraus, dass Pavan laut seiner Kontobewegungen an Tankstellen in Spanien und Frankreich Geld abgehoben hat, obwohl er gar kein Auto besitzt. Auf der Baustelle sagt der Bauleiter aus, dass Hartwig neulich länger da war. Er selber stand im Stau und Leon hat solange die Arbeiten überwacht, als frischer Beton geliefert und verarbeitet wurde. Stedefreund muss vermuten, dass er dort eventuell die Leiche von Pavan „entsorgt“ hat. So lässt er den Beton aufstemmen, aber es findet sich nur eine tote Katze. Der Bauleiter ist wütend und kündigt Hartwig daraufhin seinen Vertrag. Als dieser das seiner Frau beichtet, ist sie wütend.
Lürsen begibt sich zu Maliks Cousin und befragt ihn. Er gibt an, dass er ziemlich sauer war auf Malik, da er das Geld, das er ihm gegeben hat, für sich verprasst hat, statt es seiner Familie zu schicken. Er und sein Freund Raul haben ab und zu kleine Aufträge für ihn erledigt. So hat er letztens ein Auto gemietet, mit dem Pavan dann nach Spanien gefahren ist. So kommt heraus, dass Malik und Pavan gelegentlich Hunde für illegale Hundekämpfe aus Spanien geholt haben. Bei der letzten Fahrt hatten sie allerdings aus Mitleid alle Hunde freigelassen, was ihren Auftraggeber sehr verärgert hatte.
Stedefreund ist überzeugt, dass Hartwig der Mörder ist und in der Hoffnung ihn irgendwann überführen zu können, steht er jeden Abend vor seinem Haus. Als dann eines Abends bei den Hartwigs der Haussegen schief hängt, sodass sich Jutta Hartwig bedroht fühlt, rennt sie raus zu Stedefreund und sucht bei ihm Hilfe. Als er mit ihr im Wagen wegfährt, bedroht sie ihn plötzlich mit einem großen Küchenmesser, weil er ihr schon lange auf die Nerven ginge und sie Angst hat, dass wieder ein Mann ihr ihren Mann wegnimmt. So gibt sie zu, die Männer erstochen zu haben. Bevor sie auch Stedefreund umbringen kann, kommt jedoch Lürsen dazu, die ihn schon gesucht hatte, und kann ihrem Kollegen so das Leben retten.

## Produktionsnotizen
Die Dreharbeiten zum Film Tote Männer erfolgten unter dem Arbeitstitel Mikkis Weg und fanden vom 31. Oktober 2008 bis 2. Dezember 2008 in Bremen statt.
Die Produktion erfolgte gemeinsam von RB und WDR durch die Produktionsfirma Bremedia.

## Rezeption

### Einschaltquote
Die Tatort-Folge Tote Männer verfolgten bei ihrer Erstausstrahlung am 14. Juni 2009 7,21 Millionen Menschen, was einer Einschaltquote von 24,0 % entsprach.

### Kritiken
Rainer Tittelbach von Tittelbach.tv fasst seine Kritik folgendermaßen zusammen:

„Beeindruckendes Spiel auch der "Gast"-Darsteller Felix Eitner & Fritzi Haberlandt in dem Psychogramm einer „schrecklichen Kleinbürger-Ehe““

Focus Online kommt zu der Erkenntnis: Alles Böse ist weiblich. und Alles ein bisschen viel für seine arme, betrogene, schwangere, leidende, tapfer mitfühlende Frau, die sich schon mal ein paar Stress-Wehen vorneweg nimmt.
Kathrin Buchner von Stern.de meint: Bisexualität trifft auf Biederkeit und dass es Regisseur Thomas Jauch gelungen ist hier einen bunten und durchaus spannenden Krimi-Cocktail zusammenzurühren.
TV Spielfilm gibt seine Bewertung wie so oft in einem kurzen und prägnanten Satz:

„Packender Psycho- und Beziehungskrimi“